# Julia Barrow
Julia Barrow – brytyjska historyk-mediewistka, profesor na University of Leeds.
W 1978 ukończyła studia historyczne na University of St. Andrews, w 1983 uzyskała doktorat (D.Phil.) na Uniwersytecie Oksfordzkim. Tematem jej pracy doktorskiej byli biskupi Hereford i ich dokumenty z lat 1163–1219. Później była stypendystką British Academy (British Academy Postdoctoral Fellowship) w Birmingham w latach 1986–1989. Pracowała w Victoria County History of Cheshire w latach 1989–1990. Wykładowczyni na University of Nottingham do 2012.

## Publikacje
- The Clergy in the Medieval World: Secular Clerics, Their Families and Careers in North-Western Europe, c.800-c.1200 (Cambridge, 2015)
- English Episcopal Acta, vii: Hereford 1079–1234 (Oxford, 1993)
- English Episcopal Acta, 35: Hereford 1234–1275 (Oxford, 2009)
- St Wulfstan and his World, red. Julia Barrow, Nicholas Brooks (Aldershot, 2005)
- Myth, Rulership, Church and Charters: Essays in Honour of Nicholas Brooks, red. Julia Barrow, Andrew Wareham (Aldershot, 2008)
- ‘Grades of ordination and clerical careers, c.900-c.1200’, w: Anglo-Norman Studies XXX, red. C.P. Lewis (Woodbridge, 2008)
- ‘Demonstrative behaviour and political communication in later Anglo-Saxon England’, Anglo-Saxon England, 36 (2007)
- ‘The ideas and application of reform’, w: The Cambridge History of Christianity, vol. iii, 600-1100, red. J.M.H. Smith, T. Noble (Cambridge, 2008)
- ‘The chronology of the tenth-century English Benedictine “reform” in Edgar’s reign’, w: Edgar, King of the English, 959-975, red. Donald Scragg (Woodbridge, 2008)
- ‘Bishop Brictius – Saint Brice’, w: Beretning fra seksogtyvende tværfaglige vikingesymposium, red. Niels Lund (Højberg, 2008)
- ‘The ideology of the tenth-century English Benedictine “reform„, w: Texts, Histories, Historiographies: the Medieval Worlds of Timothy Reuter, red. P. Skinner (Turnhout, 2010)
- ‘How Coifi pierced Christ’s side: a re-examination of Bede’s Ecclesiastical History, II, chapter 13’, Journal of Ecclesiastical History, 62 (2011)
- ‘Way-stations on English episcopal itineraries, c.700-c.1300’, English Historical Review, 127 (2012)
- Who served the Altar at Brixworth? Clergy in English Minsters c.800-c.1100 (Leicester, 2013)
- 'Danish ferocity and abandoned monasteries: the twelfth-century view’, w: The Long Twelfth-Century View of the Anglo-Saxon Past, ed. Martin Brett and David Woodman (Farnham, 2015), 77–93